# Вондроже-Велике
Вондроже-Велике (пол. Wądroże Wielkie, нім. Groß Wandriß) — село в Польщі, у гміні Вондрожі-Великі Яворського повіту Нижньосілезького воєводства.
Населення — 649 осіб (2011).
У 1975-1998 роках село належало до Легницького воєводства.

## Демографія
Демографічна структура станом на 31 березня 2011 року:
|          | Загалом | Допрацездатний вік | Працездатний вік | Постпрацездатний вік |
| -------- | ------- | ------------------ | ---------------- | -------------------- |
| Чоловіки | 332     | 68                 | 241              | 23                   |
| Жінки    | 317     | 65                 | 190              | 62                   |
| Разом    | 649     | 133                | 431              | 85                   |